# Serra do Roncador

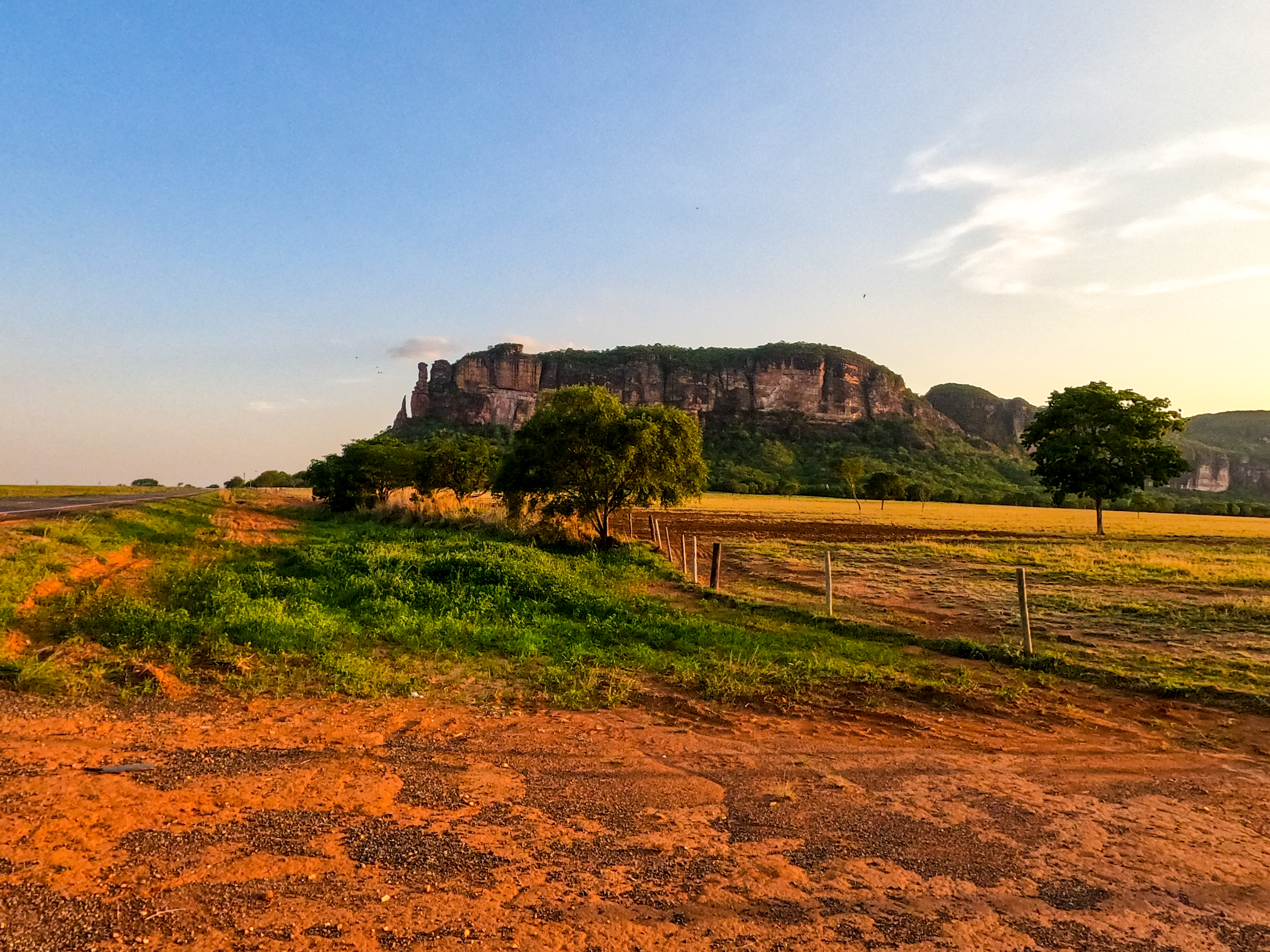
Vue de la serra do Roncador à Barra do Graça.

La serra do Roncador (« montagne du ronfleur ») est un massif montagneux brésilien situé à l'est du Mato Grosso. Il s'étend de Barra do Garças au sud à la serra do Cachimbo au nord et sépare les bassins hydrographiques du rio Araguáia à l'est et du rio Xingu à l'ouest. Formé de hauts plateaux (les chapadas) séparés entre eux par des canyons, son nom (ronfleur) vient du fait que le vent passant entre les canyons pendant la nuit produit un son grave ressemblant au ronflement d'un dormeur. Son étendue est de 600 km et la température moyenne annuelle y est de 30 °C.
Bien qu'entourée par la forêt amazonienne, la végétation de la serra do Roncador est typique de ce que l'on trouve dans la cerrado brésilienne. On peut y trouver des formations de roches gigantesques et plusieurs des plateaux renferment une grande quantité de grottes abritant parfois des lacs souterrains dont la couleur bleue, selon certains témoins, est semblable à celle que l'on trouve dans les piscines. Certaines grottes sont garnies d'inscriptions rupestres.

## Histoire et légendes
La serra do Roncador est peu connue avant le début du XXe siècle. Habitée par les Bororos et les Chavantes, des Indiens alors réputés pour leur férocité, elle n'invite guère à l'exploration. Les premiers Blancs à y pénétrer sont des prospecteurs de diamants à la fin du XIXe siècle.
En 1925, le colonel Fawcett espère y trouver une cité légendaire où auraient habité les anciens rescapés de l'Atlantide. Son hypothèse est basée sur les témoignages des Indiens de la région qui lui affirment l'existence d'une ville perdue dans la forêt amazonienne. Lui et son équipe disparaissent quelque part entre le Xingu et la serra do Roncador. Le fait qu'ils ne sont pas retrouvés donne naissance aux rumeurs les plus farfelues. L'une d'elles veut qu'il ait retrouvé la cité perdue et qu'il soit devenu roi d'une tribu indienne dans les grottes de la serra do Roncador.
À partir des années 1950, les légendes concernant la serra commencent à se multiplier. Des sectes mystiques propagent l'idée qu'une peuplade souterraine habite ses grottes et qu'il s'agit des derniers survivants de l'Atlantide. L'un des moyens d'y accéder serait un lac souterrain qu'elles surnomment le portail. Ce lac contient une eau extrêmement cristalline où aucune vie n'est cependant possible. Une plongée dans le lac donnerait accès à l'Atlantide.
Un autre accès serait une énorme roche de cristal parfaitement ronde et transparente mesurant approximativement 10 mètres de diamètre. Les ancêtres des Chavantes l'auraient utilisé comme miroir. À chaque fois qu'il y a un certain alignement des astres, le portail s'ouvre et l'on peut pénétrer dans l'Atlantide. Le peuple qui s'y serait réfugié suite à l'engloutissement de leur continent peut y survivre grâce à un soleil qui illumine le centre de la Terre.

## Tourisme
Certaines parties de la serra ont été transformées en attraits touristiques. On peut y visiter des chutes de plus de 30 mètres de hauteur, des piscines naturelles et des lacs souterrains. Les touristes y font du rafting, de l'alpinisme et des randonnées pédestres.
Les visites chez les Indiens Chavantes sont cependant contrôlées car il faut une permission gouvernementale spéciale pour pénétrer dans leur réserve.